# Veronica Becci
Veronica Becci (Senigallia, 30 agosto 1991) è una calciatrice e giocatrice di calcio a 5 italiana, attaccante dell'E.D.P. Jesina (calcio a 11) e laterale/pivot della formazione di calcio a 5 femminile.

## Palmarès
- Campionato italiano di Serie B: 1

EDP Jesina: 2015-2016